# 金仁性
金仁性（： Kim In-Seong；1993年7月12日—），藝名仁誠（韓語：인성），出生于韓國首爾特別市城北區，現為韓國FNC娛樂旗下的首支男子舞蹈組合SF9的主唱。2017年出演《20世紀少男少女》飾演孔知元的青年時期。2018年出演《腦性時代：問題男子》。2019年擔任《We K-Pop》的固定MC。2020年擔任音樂劇《那些日子》姜武英一角。2021年出演音樂劇《Red Book》Brown一角，同年12月出演音乐剧《Jack The Ripper》中Daniel一角。
2022年3月21日入伍軍樂隊，並於5月為《韓國·墨西哥建交60週年》和軍樂隊一同前往墨西哥，在建交活動等進行街頭表演並擔任活動主持人。同年8月加入陸軍創作音樂劇《BLUE HELMET: A SONG OF MEISSA》進行地方巡演，飾演尹善浩一角。

## 簡歷

### 出道前
仁誠於小學四年級時，曾去英國留學一年，有著一口流利的英式英語；2013年，以保送入學的方式，進入慶熙大學言論情報系就讀，爾後成為FNC Entertainment的練習生；於2015年時以NEOZ SCHOOL一期生公開；2016年3月17日，出演團員姜澯熙等主演的FNC自製網路劇《Click Your Heart》，劇中扮演金仁誠；5月11日，出演FNC Entertainment與Mnet共同合作的新人出道生存真人秀《D.O.B》以Dance Team獲勝，取得出道機會；6月8日，參加CNBLUE日本ARENA巡迴演唱會出場嘉賓；7月26日，拍攝韓國時尚雜誌Ceci八月號；9月22日，從NEOZ SCHOOL畢業，正式結束練習生生活。

### 出道後
2016年10月5日，以SF9的主唱出道，為高音擔當，在隊內表情符號為🌰(栗子)；2017年以演員的身份正式活動，在《20世紀少男少女》飾演男主角孔知元的少年時期；2018年12月出演《腦性時代：問題男子》實習生選拔戰獲選為實習生，參與多期節目；2019年6月成為《We K-pop》的固定MC。2020年以音樂劇演員出道，飾演《那些日子》姜武英。2021年在音樂劇《Red Book》中飾演主角Brown，同年12月出演音樂劇《Jack The Ripper》中的Daniel。2022年3月21日入伍軍樂隊，並於5月為《韓國·墨西哥建交60週年》和軍樂隊一同前往墨西哥，在建交活動等進行街頭表演並擔任活動主持人。同年8月加入陸軍創作音樂劇《BLUE HELMET: A SONG OF MEISSA》進行地方巡演，飾演尹善浩。
2023年9月20日從陸軍軍樂儀仗大隊退伍，退伍後立刻奔至粉絲準備的應援咖啡廳、花店、大型廣告等認證。
從軍隊退伍後，首部出演作品為音樂劇《WINTER WANDERER》，飾演韓民宇，緊接著出演音樂劇《The Origin of Evil by Darwin Young》，飾演Darwin Young。

## 影視作品

### 網路劇
| 年份   | 劇名                 | 角色   | 備註   |
| ------ | -------------------- | ------ | ------ |
| 2016年 | 《Click Your Heart》 | 金仁誠 | 男配角 |
| 2020年 | 《獨孤彬升級中》     | 夏德浩 | 雙男主 |
| 2022年 | 《兩個宇宙》         | 申宇宙 | 男主   |

### 電視劇
| 年份   | 劇名           | 角色            | 備註  |
| ------ | -------------- | --------------- | ----- |
| 2017年 | 20世紀少男少女 | 孔知元 (青年)   |       |
| 2020年 | 我們，愛過嗎   | 藝人 (特别出演) | 與SF9 |

### 音樂劇
| 年份   | 劇名                                   | 角色         | 備註 |
| ------ | -------------------------------------- | ------------ | ---- |
| 2020年 | 《那些日子》                           | 姜武英       |      |
| 2021年 | 《Red Book》                           | Brown        | 男主 |
| 2021年 | 《Jack The Ripper》                    | Daniel       | 男主 |
| 2022年 | 《BLUE HELMET: A SONG OF MEISSA》      | 尹善浩       |      |
| 2023年 | 《WINTER WANDERER》                    | 韓民宇       | 男主 |
| 2024年 | 《The Origin of Evil by Darwin Young》 | Darwin Young | 男主 |
| 2024年 | 《Emile》                              | Claude       |      |